# Autostrada A641 (Franța)
Autostrada A641, deschisă în 1994, este o autostradă cu taxă din Franța, cu 2 × 1 benzi, având o lungime de 7 kilometri și făcând legătura între ieșirea nr. 6 a autostrăzii A64 și drumul departamental RD 33, în comuna Orthevielle. Aceasta este concesionată companiei ASF.

## Istoric
Declarație de utilitate publică
- 25.07.1979: Secțiunea A64 - D19 (ca nod rutier 6 al A64)[1], (declarație prelungită la 17.07.1984[2])
- Nu există o declarație de utilitate publică cunoscută pentru secțiunea D19 - D33

Punere în serviciu:
- 09.07.1991: Secțiunea A64 - D19 (ca nod rutier 6 al A64)
- 01.12.1994: Secțiunea D19 - D33
- 31.10.2023: Nod rutier cu D817 la Peyrehorade (partea de nord)

## Traseu
| De la A64 până la D817; secțiune cu taxă (sistem închis al A64) concesionată companiei ASF. |                                                                                       |       |
| A64 E80                                                                                     |                                                                                       |       |
| 6                                                                                           | Nod rutier între A64 și A641: San Sebastián, Bayonne; Toulouse, Tarbes, Lourdes, Pau. | A64   |
| A641                                                                                        |                                                                                       |       |
|                                                                                             | 6 km                                                                                  |       |
|                                                                                             | Punctul de taxare Peyrehorade.                                                        |       |
| D19 - Bidache                                                                               | Orașe deservite: Saint-Palais, Bidache, Peyrehorade-centru (nod rutier parțial).      |       |
| D817 - Peyrehorade                                                                          | Orașe deservite: Peyrehorade-Z.I., Orthevielle.                                       | RD817 |
| De la D817 până la D33; secțiune gratuită concesionată companiei ASF.                       |                                                                                       |       |
| A641                                                                                        |                                                                                       |       |
| RD33                                                                                        | Dax, Saint-Vincent-de-Tyrosse, Capbreton, Soorts-Hossegor.                            | RD33  |